# Гражданство
Граждани пренасочва насам.  За партията в Испания вижте Граждани (партия).
Гражданството е устойчивата политико-правна връзка на човек (физическо лице) с държавата.
Разглеждано като правен статут, гражданството включва кръг от права и задължения, уреждащи отношенията между физическите лица и държавата. В политически смисъл гражданството е право на участие в обществения живот и управлението. В по-широк социо-културен контекст гражданството е носител на идентичност, свързана с членство в дадено общество, различавайки себе си от другите.

## Съвременно понятие
Едно от първите определения за гражданин, в съвременния смисъл на думата, дава Енциклопедията на Дидро и д'Аламбер от 1753 г. Според нея гражданинът е член на свободно общество, съставено от множество семейства, който споделя правата в това общество и получава защита срещу нарушаването им. За енциклопедистите семейството е градивна клетка на общество, а гражданин може да бъде само мъжът.

## Републикански и либерален възглед
Разграничаването на гражданството от поданството е един от поводите за спорове, породили различни възгледи у политическите мислители, особено през XVIII век. Позовавайки се на Аристотел, някои автори посочват, че поданството и гражданството са взаимно отричащи се понятия. Поданикът може единствено да се подчинява на господаря си, докато гражданинът е свободен сам да твори законите си. Според други автори, начело с Томас Хобс, гражданството и поданството са по същество термини за едно и също, защото, за да съществува свобода, е необходимо най-напред подчинение пред закона, независимо дали на монарха, или на мнозинството, както е в републиката.
Последователите на Аристотел оформят републиканския възглед за гражданството. Сред тях са римските автори Тацит и Цицерон, ренесансовият философ и държавник Николо Макиавели, английският политически теоретик Джеймс Харингтън и френският мислител Жан-Жак Русо. Като примери за общества, в които този възглед за гражданството е бил поне от части осъществен се посочват Атинската демокрация, Римската република, италианските градове държави и работническите съвети. Ключовият принцип, залегнал в републиканския възглед, е самоуправлението. Така ударението се поставя върху политическата същност на гражданството.
В противовес на републиканския възглед либералният възглед, развит през XVII век, се опира на опита на Римската империя и принципите, изведени от римското право, в съдебната практика през ранната модерност. Според това разбиране гражданството е преди всичко членство в общност, споделяща общо право, с което се акцентира върху правното измерение на гражданството.
Част от проблемите на републиканския възглед са изложени от Бенжамен Констан. Според него обстоятелствата, при които се развиват модерните държави, са несравними с тези, които са били налице в древността, по време на демокрацията в Атина и Римската република. Преди всичко мащабите са различни. Модерните общества са по-големи и по-сложни, което прави невъзможно и ненужно нивото на гражданска ангажираност, изисквано от републиканския възглед. Очевидно влиянието на отделния гражданин върху обществения живот е относително слабо и е далеч по-добре той да се ангажира повече в частни икономически, социални или семейни дела.
Либералите посочват и горчивия опит от режима на терора във Франция (десетмесечното управление на якобинците през 1973 – 1974 г., отбелязван от френските историци просто с la Terreur). За тях това събитие свидетелства, че само политическо участие и излъчване на мнозинство не са достатъчна гаранция за справедливо управление, което зачита правата на всички граждани. Гражданите се нуждаят от защита срещу произвол от страна на мнозинството, каквато може да осигури единствено управлението на закона.

## Придобиване
Придобиването може да се постигне по няколко начина. По родствена връзка, по месторождение и по натурализация.
Придобиването по родствена връзка става, когато и двамата родители са граждани на дадена държава, то следователно и детето придобива гражданството на своите родители автоматично. Ако обаче единият родител е с различно гражданство, детето придобива гражданството само на единия родител, защото иначе се получава бипатризъм (двойно гражданство), което поражда двойни задължения и плащане на данъци и в двете страни. Придобиване по месторождение значи, че детето получава гражданството на държавата, в която е родено, но ако то е различно от това на родителите, то се придобива само когато се е отказало от гражданството на родителите си. Ако един от родителите е български гражданин, а другият – руски гражданин и ако детето е родено в България, то получава българско гражданство по наследство. Придобиването по натурализация е когато чужд гражданин иска да стане гражданин на др. държава, то е доста труден начин. Трябва първо да се откажеш от другото гражданство и след това трябва да се пуснат документи в съответното посолство и да се докаже, че има стабилен доход, стабилен дом и прочее и всяка държава изисква различен период на оставане в съответната държава. След като се изпълнят всичките условия, се чака да се придобие гражданство. При женитба с друг чужд гражданин не се получава автоматично неговото гражданство, а трябва да се мине по дългия път на натурализацията.

## Многогражданство
Двугражданството още е наричано бипатризъм, което в превод от латински означава „би“ – двоен, и „патризъм“ – гражданство.

## Безгражданство
Безгражданствеността (апатридизмът) е правно положение, когато лицето не е гражданин на никоя държава.
Апатридизмът може да възникне:
- при загубване на гражданството, ако лицето е освободено или лишено от гражданството на своята държава и не е придобило гражданството на друга държава;
- при встъпване на жена в брак с чужденец, чиято държава не предоставя на съпругата автоматически гражданството на съпруга, а самата съпруга има гражданството на държава, чието законодателство се ръководи от принципа „жената следва гражданството на мъжа“.

## Европейско гражданство
Европейското гражданство е допълнително качество, чието притежание води до ползването на права, гарантирани в договорите. Европейското гражданство не замества националното, а го допълва. Със загубата на националното гражданство се губи и европейското.